# سیارک ۱۱۹۷۰
سیارک ۱۱۹۷۰ (به انگلیسی: 11970 Palitzsch، نامگذاری:1994TD) یازده هزار و نهصد و هفتاد و یکمین سیارک کشف شده‌است که در ۴ اکتبر ۱۹۹۴ کشف شد.